# Walter Rangeley
Walter Rangeley (né le 14 décembre 1903 à Salford et mort le 16 mars 1962 à Mold) est un athlète britannique spécialiste du sprint. Affilié au Salford Harriers, il mesurait 1,74 m pour 65 kg.

## Biographie

### Palmarès
| Date | Compétition                  | Lieu      | Résultat | Épreuve    | Performance |
| ---- | ---------------------------- | --------- | -------- | ---------- | ----------- |
| 1924 | Jeux olympiques d'été        | Paris     | 2e       | 4 × 100 m  | 41 s 2      |
| 1928 | Jeux olympiques d'été        | Amsterdam | 2e       | 200 mètres | 21 s 9      |
| 1928 | Jeux olympiques d'été        | Amsterdam | 3e       | 4 × 100 m  | 41 s 8      |
| 1934 | Jeux de l'Empire britannique | Londres   | 3e       | 220 yards  | 22 s 1      |
| 1934 | Jeux de l'Empire britannique | Londres   | 1er      | 4 × 110 y  | 42 s 2      |

### Records
| Épreuve    | Performance | Lieu | Date |
| ---------- | ----------- | ---- | ---- |
| 100 mètres | 10 s 6      |      | 1935 |
| 200 mètres | 21 s 9      |      | 1928 |